# Ramona Bergmann
Ramona Bergmann (* 1981 in Leipzig) ist eine deutsche Filmproduzentin und Drehbuchautorin.

## Leben
Bergmann wurde 1981 in Leipzig geboren. Nach ihrem Abitur studierte sie Mittlere und Neuere Geschichte sowie Pädagogik an der Universität in Leipzig. Sie arbeitet als Archive Researcher, Filmproduzentin und Autorin seit 2007 bei LOOKSfilm und ist zudem verantwortlich für die Entwicklung und Umsetzung von Formaten für Kinder und Jugendliche im Bereich TV; Web und Entertainment. Bergmanns Produktionen gewannen bereits mehrere Auszeichnungen für Filme und Serien, so gewann unter anderem die SWR-Serie Der Krieg und Ich den Kinderfilmpreis Goldener Spatz.

## Filmografie
Quelle:

### Projekte als Produzentin
- 2013: Magic Skies: A History of the Art of Fireworks
- 2014: Kleine Hände im Großen Krieg
- 2014: Written by Mrs Bach
- 2018: Die eiserne Zeit – Lieben und Töten im Dreißigjährigen Krieg
- 2019: Deutschland '89 – Countdown zum Mauerfall
- 2019: Deutschland '61 – Countdown zum Mauerbau
- 2019: Der Krieg und Ich

### Projekte als Drehbuchautorin
- 2019: Der Krieg und Ich

### Sonstige Projekte
- 2008: Damals nach dem Krieg
- 2009: Ein Traum in Erdbeerfolie
- 2009: Hitler & Stalin – Portrait einer Feindschaft
- 2009: Edelweiss
- 2014: 14 – Tagebücher des Ersten Weltkriegs